# Golden Globe Award/Beste Serien-Hauptdarstellerin – Komödie oder Musical
Golden Globe Award: Beste Serien-Hauptdarstellerin – Komödie oder Musical
Gewinner und Nominierte in der Kategorie Beste Serien-Hauptdarstellerin – Komödie oder Musical (seit 2002 Best Performance by an Actress in a Television Series – Musical or Comedy), die die herausragendsten Schauspielleistungen des vergangenen Kalenderjahres prämiert. Die Kategorie wurde im Jahr 1970 unter dem Titel Beste Fernsehdarstellerin – Komödie oder Musical (Best TV Actress – Musical/Comedy) ins Leben gerufen.
| Statistik                         | Name                 | Anzahl | Jahr                                                             |
| --------------------------------- | -------------------- | ------ | ---------------------------------------------------------------- |
| Häufigste Auszeichnungen          | Carol Burnett        | 4      | 1970, 1972, 1977, 1978                                           |
| Häufigste Auszeichnungen          | Sarah Jessica Parker | 4      | 2000, 2001, 2002, 2004                                           |
| Häufigste Nominierungen           | Carol Burnett        | 11     | 1970, 1971, 1972, 1973, 1974, 1975, 1976, 1977, 1978, 1979, 1991 |
| Häufigste Nominierungen ohne Sieg | Beatrice Arthur      | 8      | 1973, 1974, 1976, 1978, 1986, 1987, 1988, 1989                   |

Die unten aufgeführten Serien werden mit ihrem deutschen Titel (sofern ermittelbar) angegeben, danach folgt in Klammern in kursiver Schrift der fremdsprachige Originaltitel. Die Nennung des Originaltitels entfällt, wenn deutscher und fremdsprachiger Serientitel identisch sind. Die Gewinner stehen hervorgehoben an erster Stelle.

## 1970er Jahre
1970
Carol Burnett – The Carol Burnett Show

Julie Sommars – The Governor & J.J.
- Lucille Ball – Here’s Lucy
- Diahann Carroll – Julia
- Barbara Eden – Bezaubernde Jeannie (I Dream of Jeannie)
- Debbie Reynolds – The Debbie Reynolds Show

1971
Mary Tyler Moore – Mary Tyler Moore
- Carol Burnett – The Carol Burnett Show
- Shirley Jones – Die Partridge Familie (The Partridge Family)
- Juliet Mills – Nanny und der Professor (Nanny and the Professor)
- Elizabeth Montgomery – Verliebt in eine Hexe (Bewitched)

1972
Carol Burnett – The Carol Burnett Show
- Lucille Ball – Here’s Lucy
- Shirley Jones – Die Partridge Familie (The Partridge Family)
- Mary Tyler Moore – Mary Tyler Moore
- Jean Stapleton – All in the Family

1973
Jean Stapleton – All in the Family
- Julie Andrews – The Julie Andrews Hour
- Beatrice Arthur – Maude
- Carol Burnett – The Carol Burnett Show
- Mary Tyler Moore – Mary Tyler Moore

1974
Cher – The Sonny and Cher Comedy Hour

Jean Stapleton – All in the Family
- Beatrice Arthur – Maude
- Carol Burnett – The Carol Burnett Show
- Mary Tyler Moore – Mary Tyler Moore

1975
Valerie Harper – Rhoda
- Carol Burnett – The Carol Burnett Show
- Mary Tyler Moore – Mary Tyler Moore
- Esther Rolle – Good Times
- Jean Stapleton – All in the Family

1976
Cloris Leachman – Phyllis
- Beatrice Arthur – Maude
- Carol Burnett – The Carol Burnett Show
- Valerie Harper – Rhoda
- Mary Tyler Moore – Mary Tyler Moore

1977
Carol Burnett – The Carol Burnett Show
- Mary Tyler Moore – Mary Tyler Moore
- Bernadette Peters – Sag das nochmal Darling (All’s Fair)
- Isabel Sanford – Die Jeffersons (The Jeffersons)
- Dinah Shore – Dinah!

1978
Carol Burnett – The Carol Burnett Show
- Beatrice Arthur – Maude
- Penny Marshall – Laverne & Shirley
- Isabel Sanford – Die Jeffersons (The Jeffersons)
- Jean Stapleton – All in the Family
- Cindy Williams – Laverne & Shirley

1979
Linda Lavin – Alice
- Carol Burnett – The Carol Burnett Show
- Penny Marshall – Laverne & Shirley
- Suzanne Somers – Herzbube mit zwei Damen (Three’s Company)
- Jean Stapleton – All in the Family

## 1980er Jahre
1980
Linda Lavin – Alice
- Penny Marshall – Laverne & Shirley
- Donna Pescow – Angie
- Jean Stapleton – All in the Family
- Loretta Swit – M*A*S*H

1981
Katherine Helmond – Soap – Trautes Heim (Soap)
- Loni Anderson – WKRP in Cincinnati
- Polly Holliday – Flo
- Linda Lavin – Alice
- Lynn Redgrave – House Calls

1982
Eileen Brennan – Schütze Benjamin (Private Benjamin)
- Loni Anderson – WKRP in Cincinnati
- Bonnie Franklin – One Day at a Time
- Barbara Mandrell – Barbara Mandrell and the Mandrell Sisters
- Loretta Swit – M*A*S*H

1983
Debbie Allen – Fame – Der Weg zum Ruhm (Fame)
- Eileen Brennan – Schütze Benjamin (Private Benjamin)
- Nell Carter – Gimme a Break!
- Bonnie Franklin – One Day at a Time
- Rita Moreno – 9 to 5
- Isabel Sanford – Die Jeffersons (The Jeffersons)

1984
Joanna Cassidy – Buffalo Bill
- Debbie Allen – Fame – Der Weg zum Ruhm (Fame)
- Madeline Kahn – Oh Madeline
- Shelley Long – Cheers
- Isabel Sanford – Die Jeffersons (The Jeffersons)

1985
Shelley Long – Cheers
- Debbie Allen – Fame – Der Weg zum Ruhm (Fame)
- Nell Carter – Gimme a Break!
- Susan Clark – Webster
- Jane Curtin – Kate & Allie
- Isabel Sanford – Die Jeffersons (The Jeffersons)

1986
Cybill Shepherd – Das Model und der Schnüffler (Moonlighting)

Estelle Getty – Golden Girls (The Golden Girls)
- Beatrice Arthur – Golden Girls (The Golden Girls)
- Rue McClanahan – Golden Girls (The Golden Girls)
- Betty White – Golden Girls (The Golden Girls)

1987
Cybill Shepherd – Das Model und der Schnüffler (Moonlighting)
- Beatrice Arthur – Golden Girls (The Golden Girls)
- Estelle Getty – Golden Girls (The Golden Girls)
- Rue McClanahan – Golden Girls (The Golden Girls)
- Betty White – Golden Girls (The Golden Girls)

1988
Tracey Ullman – Tracey Ullman Show
- Beatrice Arthur – Golden Girls (The Golden Girls)
- Estelle Getty – Golden Girls (The Golden Girls)
- Rue McClanahan – Golden Girls (The Golden Girls)
- Cybill Shepherd – Das Model und der Schnüffler (Moonlighting)
- Betty White – Golden Girls (The Golden Girls)

1989
Candice Bergen – Murphy Brown
- Beatrice Arthur – Golden Girls (The Golden Girls)
- Roseanne Barr – Roseanne
- Tracey Ullman – Tracey Ullman Show
- Betty White – Golden Girls (The Golden Girls)

## 1990er Jahre
1990
Jamie Lee Curtis – Anything but Love
- Kirstie Alley – Cheers
- Stephanie Beacham – Sister Kate
- Candice Bergen – Murphy Brown
- Tracey Ullman – Tracey Ullman Show

1991
Kirstie Alley – Cheers
- Roseanne Barr – Roseanne
- Candice Bergen – Murphy Brown
- Carol Burnett – Carol & Company
- Katey Sagal – Eine schrecklich nette Familie (Married… with Children)

1992
Candice Bergen – Murphy Brown
- Kirstie Alley – Cheers
- Roseanne Barr – Roseanne
- Jamie Lee Curtis – Anything But Love
- Katey Sagal – Eine schrecklich nette Familie (Married… with Children)

1993
Roseanne Barr – Roseanne
- Kirstie Alley – Cheers
- Jamie Lee Curtis – Anything But Love
- Helen Hunt – Verrückt nach dir (Mad About You)
- Katey Sagal – Eine schrecklich nette Familie (Married… with Children)

1994
Helen Hunt – Verrückt nach dir (Mad About You)
- Roseanne Barr – Roseanne
- Candice Bergen – Murphy Brown
- Patricia Richardson – Hör mal, wer da hämmert (Home Improvement)
- Katey Sagal – Eine schrecklich nette Familie (Married… with Children)

1995
Helen Hunt – Verrückt nach dir (Mad About You)
- Candice Bergen – Murphy Brown
- Brett Butler – Grace
- Ellen DeGeneres – Ellen
- Patricia Richardson – Hör mal, wer da hämmert (Home Improvement)

1996
Cybill Shepherd – Cybill
- Candice Bergen – Murphy Brown
- Ellen DeGeneres – Ellen
- Fran Drescher – Die Nanny (The Nanny)
- Helen Hunt – Verrückt nach dir (Mad About You)

1997
Helen Hunt – Verrückt nach dir (Mad About You)
- Brett Butler – Grace
- Fran Drescher – Die Nanny (The Nanny)
- Cybill Shepherd – Cybill
- Brooke Shields – Susan (Suddenly Susan)
- Tracey Ullman – Tracey Takes On…

1998
Calista Flockhart – Ally McBeal
- Kirstie Alley – Veronica (Veronica's Closet)
- Ellen DeGeneres – Ellen
- Jenna Elfman – Dharma & Greg
- Helen Hunt – Verrückt nach dir (Mad About You)
- Brooke Shields – Susan (Suddenly Susan)

1999
Jenna Elfman – Dharma & Greg
- Christina Applegate – Jesse
- Calista Flockhart – Ally McBeal
- Sarah Jessica Parker – Sex and the City
- Laura San Giacomo – Just Shoot Me – Redaktion durchgeknipst (Just Shoot Me)

## 2000er Jahre
2000
Sarah Jessica Parker – Sex and the City
- Jenna Elfman – Dharma & Greg
- Calista Flockhart – Ally McBeal
- Felicity Huffman – Sports Night
- Heather Locklear – Chaos City (Spin City)
- Debra Messing – Will & Grace

2001
Sarah Jessica Parker – Sex and the City
- Calista Flockhart – Ally McBeal
- Jane Kaczmarek – Malcolm mittendrin (Malcolm in the Middle)
- Debra Messing – Will & Grace
- Bette Midler – Bette

2002
Sarah Jessica Parker – Sex and the City
- Calista Flockhart – Ally McBeal
- Jane Kaczmarek – Malcolm mittendrin (Malcolm in the Middle)
- Heather Locklear – Chaos City (Spin City)
- Debra Messing – Will & Grace

2003
Jennifer Aniston – Friends
- Bonnie Hunt – Alles dreht sich um Bonnie (Life With Bonnie)
- Jane Kaczmarek – Malcolm mittendrin (Malcolm in the Middle)
- Debra Messing – Will & Grace
- Sarah Jessica Parker – Sex and the City

2004
Sarah Jessica Parker – Sex and the City
- Bonnie Hunt – Alles dreht sich um Bonnie (Life With Bonnie)
- Reba McEntire – Reba
- Debra Messing – Will & Grace
- Bitty Schram – Monk
- Alicia Silverstone – Kate Fox & die Liebe (Miss Match)

2005
Teri Hatcher – Desperate Housewives
- Marcia Cross – Desperate Housewives
- Felicity Huffman – Desperate Housewives
- Debra Messing – Will & Grace
- Sarah Jessica Parker – Sex and the City

2006
Mary-Louise Parker – Weeds – Kleine Deals unter Nachbarn (Weeds)
- Marcia Cross – Desperate Housewives
- Teri Hatcher – Desperate Housewives
- Felicity Huffman – Desperate Housewives
- Eva Longoria – Desperate Housewives

2007
America Ferrera – Alles Betty! (Ugly Betty)
- Marcia Cross – Desperate Housewives
- Felicity Huffman – Desperate Housewives
- Julia Louis-Dreyfus – The New Adventures of Old Christine
- Mary-Louise Parker – Weeds – Kleine Deals unter Nachbarn (Weeds)

2008
Tina Fey – 30 Rock
- Christina Applegate – Samantha Who?
- America Ferrera – Alles Betty! (Ugly Betty)
- Anna Friel – Pushing Daisies
- Mary-Louise Parker – Weeds – Kleine Deals unter Nachbarn (Weeds)

2009
Tina Fey – 30 Rock
- Christina Applegate – Samantha Who?
- America Ferrera – Alles Betty! (Ugly Betty)
- Debra Messing – The Starter Wife – Alles auf Anfang (The Starter Wife)
- Mary-Louise Parker – Weeds – Kleine Deals unter Nachbarn (Weeds)

## 2010er Jahre
2010
Toni Collette – Taras Welten (United States of Tara)
- Courteney Cox – Cougar Town
- Edie Falco – Nurse Jackie
- Tina Fey – 30 Rock
- Lea Michele – Glee

2011
Laura Linney – The Big C
- Toni Collette – Taras Welten (United States of Tara)
- Edie Falco – Nurse Jackie
- Tina Fey – 30 Rock
- Lea Michele – Glee

2012
Laura Dern – Enlightened
- Zooey Deschanel – New Girl
- Tina Fey – 30 Rock
- Laura Linney – The Big C
- Amy Poehler – Parks and Recreation

2013
Lena Dunham – Girls
- Zooey Deschanel – New Girl
- Tina Fey – 30 Rock
- Julia Louis-Dreyfus – Veep – Die Vizepräsidentin (Veep)
- Amy Poehler – Parks and Recreation

2014
Amy Poehler – Parks and Recreation
- Zooey Deschanel – New Girl
- Lena Dunham – Girls
- Edie Falco – Nurse Jackie
- Julia Louis-Dreyfus – Veep – Die Vizepräsidentin (Veep)

2015
Gina Rodriguez – Jane the Virgin
- Lena Dunham – Girls
- Edie Falco – Nurse Jackie
- Julia Louis-Dreyfus – Veep – Die Vizepräsidentin (Veep)
- Taylor Schilling – Orange Is the New Black

2016
Rachel Bloom – Crazy Ex-Girlfriend
- Jamie Lee Curtis – Scream Queens
- Julia Louis-Dreyfus – Veep – Die Vizepräsidentin (Veep)
- Gina Rodriguez – Jane the Virgin
- Lily Tomlin – Grace and Frankie

2017
Tracee Ellis Ross – Black-ish
- Rachel Bloom – Crazy Ex-Girlfriend
- Julia Louis-Dreyfus – Veep – Die Vizepräsidentin (Veep)
- Sarah Jessica Parker – Divorce
- Issa Rae – Insecure
- Gina Rodriguez – Jane the Virgin

2018
Rachel Brosnahan – The Marvelous Mrs. Maisel
- Pamela Adlon – Better Things
- Alison Brie – GLOW
- Issa Rae – Insecure
- Frankie Shaw − Smilf

2019
Rachel Brosnahan – The Marvelous Mrs. Maisel
- Kristen Bell – The Good Place
- Candice Bergen – Murphy Brown
- Alison Brie – GLOW
- Debra Messing – Will & Grace

## 2020er Jahre
2020
Phoebe Waller-Bridge – Fleabag
- Christina Applegate – Dead to Me
- Rachel Brosnahan – The Marvelous Mrs. Maisel
- Kirsten Dunst – On Becoming a God in Central Florida
- Natasha Lyonne – Matrjoschka (Russian Doll)

2021
Catherine O’Hara – Schitt’s Creek
- Lily Collins – Emily in Paris
- Kaley Cuoco – The Flight Attendant
- Elle Fanning – The Great
- Jane Levy – Zoey’s Extraordinary Playlist

2022
Jean Smart – Hacks
- Hannah Einbinder – Hacks
- Elle Fanning – The Great
- Issa Rae – Insecure
- Tracee Ellis Ross – Black-ish

2023
Quinta Brunson – Abbott Elementary
- Kaley Cuoco – Hacks
- Selena Gomez – Only Murders in the Building
- Jenna Ortega – Wednesday
- Jean Smart – Hacks